# Khelil
Khelil (em árabe: خليل) é uma cidade e comuna localizada na província de Bordj Bou Arreridj, Argélia. Segundo o censo de 2008, a população total da cidade era de 26 037 habitantes.